# 너희가 재즈를 믿느냐?
"너희가 재즈를 믿느냐?"는 1996년에 개봉한 대한민국의 영화이다.

## 캐스팅
- 김승우 : 그 역
- 방은진 : 아내 역
- 임상효 : 처제 역
- 명계남 : 남 부장 역
- 오솔미 : 미스 오 역
- 이미옥 : 옆집여자 역
- 조한희 : 그의엄마 역
- 최재영 : 회장 역
- 신철진 : 장남 역
- 오순경 : 비서 역
- 정은표 : 종말론자 1 역
- 전홍렬 : 종말론자 2 역
- 신현종 : 치통환자 역
- 신용욱 : 소매치기 역
- 장문영 : 어떤남 역